# Kansas Fields
Kansas Fields (Carl Dinnell Fields) né le 5 décembre 1915 à Chapman (Kansas), mort le 3 août 1995 à Chicago est un batteur de jazz américain. 

## Carrière
Dans les années 1930, il joue avec Jimmie Noone, Walter Fuller (en) et Johnny Long (en). Il est engagé par Roy Eldridge en 1940. Après avoir retrouvé Johnny Long en 1942, il forme brièvement un combo puis joue avec Ella Fitzgerald, Edgar Hayes, Benny Carter, Charlie Barnet. En 1945, il rejoint l'orchestre de Cab Calloway puis celui de Claude Hopkins l'année suivante, accompagne Sidney Bechet en 1947 et Dizzy Gillespie de 1949 à 1951. En 1953, il part en tournée en Europe avec Mezz Mezzrow. Il s'installe en France où il joue dans divers orchestres ou accompagne Albert Nicholas, Peanuts Holland (en), Bill Coleman. En 1965, il rentre à Chicago et devient musicien de studio.

## Source
- Philippe Carles, André Clergeat et Jean-Louis Comolli, Dictionnaire du jazz, Paris, Robert Laffont, coll. « Bouquins », 1988, 1146 p. (ISBN 978-2-221-04516-9), p. 334.